# Conrad de Parzham
Pour les articles homonymes, voir Conrad.
Saint Conrad de Parzham, né  Johann Birndorfer  le 22 décembre 1818 à Parzham en royaume de Bavière et mort le 21 avril 1894 au couvent d'Altötting, est un saint catholique bavarois qui fut frère convers capucin à Altötting. Il a été canonisé en 1934 par Pie XI. Il est fêté le 21 avril.

## Biographie

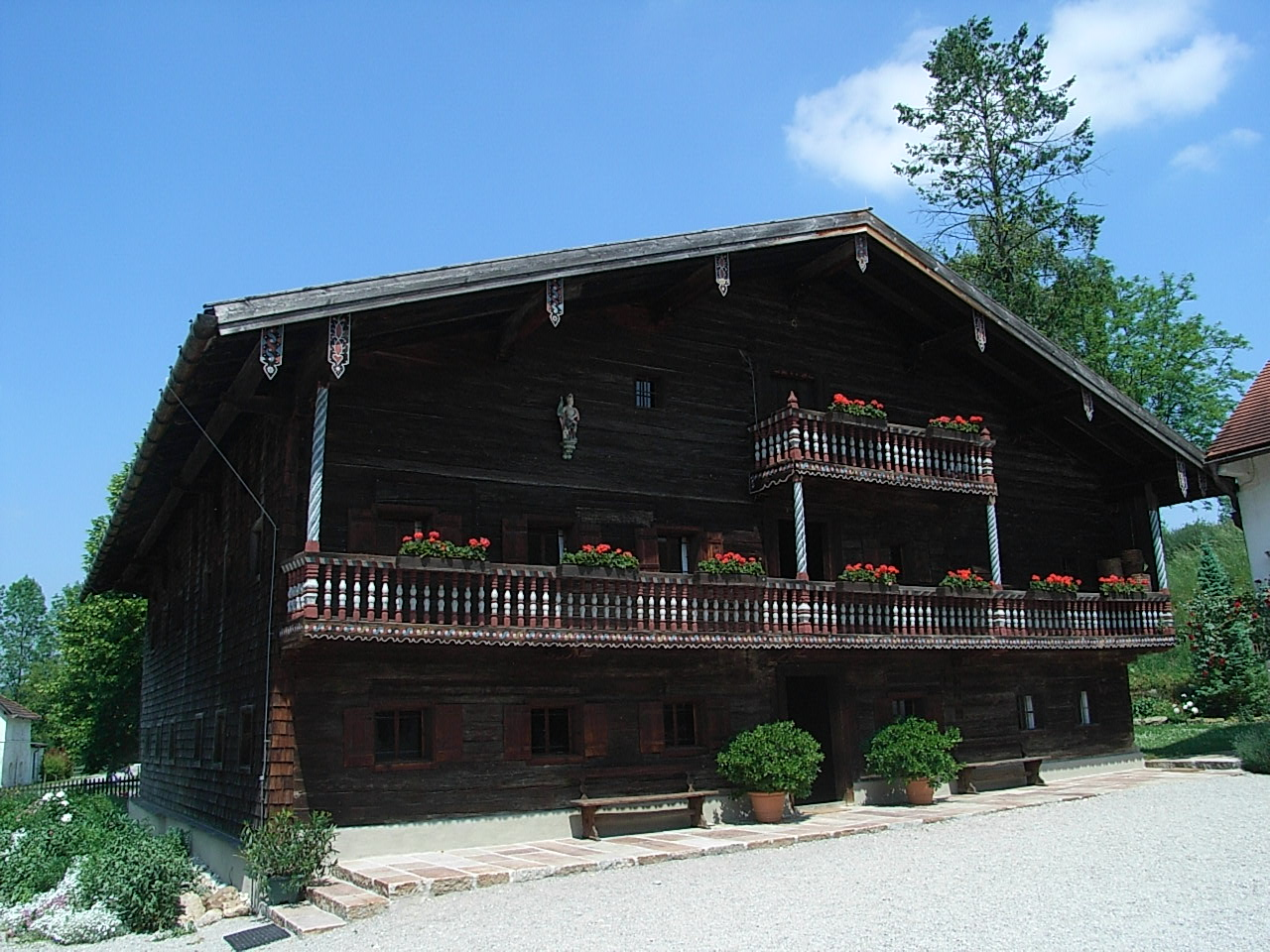
La maison familiale du jeune Jean, futur frère Conrad.

Né au sein d'une famille d'agriculteurs originaire de l'une des contrées victimes des guerres napoléoniennes, il est le neuvième enfant d'un total de onze, mais cinq de ses frères et sœurs meurent très tôt.
Son nom est choisi en hommage à saint Jean l'évangéliste. Sa mère, Gertrude Niedermayer, meurt alors qu'il a à peine 14 ans. Deux ans plus tard, son père, George Birndorger, décède à son tour.
Dès son enfance, Conrad est marqué par une grande dévotion, notamment à la Vierge Marie. Il recherche la solitude pour se livrer à la prière et à la méditation et fréquente assidûment les églises et sanctuaires, attendant très tôt le matin sur le parvis pour la première messe. Il s'instruit sommairement au monastère bénédictin de Metten près de Deggendorf tout en aidant aux travaux agricoles des moines. Après avoir fréquenté une mission paroissiale basée sur la règle du Tiers-Ordre franciscain, à trente ans, il prend conscience que Dieu l'appelle à la vie consacrée.
Au lieu de gérer l'entreprise agricole de ses parents, il quitte Parzham, et répartit sa part d'héritage entre des pauvres et quelques institutions ecclésiastiques. Puis, à 31 ans, il rejoint les capucins comme frère convers au couvent Sainte-Anne d'Altötting. Il est envoyé à Laufen pour faire son noviciat partageant son temps entre sa formation et le jardinage. Trois ans plus tard, en 1852, il prononce ses vœux, prenant le nom de Conrad en l'honneur de saint Conrad de Plaisance, ermite franciscain du XIVe siècle, puis on lui attribue principalement la place de portier-gardien du couvent, qu'il va garder 41 ans.
Avec un sens dévoué du service, frère Conrad s'attelle sérieusement aux tâches qu'on lui assigne, toujours humble, serviable, plein d'espérance et d'assiduité. Jamais personne ne le verra irritable, fruste ou prononçant des paroles inutiles ou frivoles. 
Il travaille à faire le bien avec beaucoup d'énergie et de temps, au point de dormir peu pour prier et d'en oublier de manger ou donnant une partie de sa nourriture aux nécessiteux qui frappent à la porte du monastère. Il enseigne aux enfants la foi et les gestes du croyant, s'occupe d'œuvres de charité, encadre des pèlerinages à la Vierge Noire d'Altötting, écoute les malheureux et aide les pauvres. Doué en plus du don de prophétie, beaucoup de gens simples le vénèrent déjà de son vivant comme un saint. Après sa mort, de nombreux croyants ont prié pour son intercession et quelques miracles se sont produits. 
Trois jours avant de mourir, il sent qu'il est au bout de sa route. Il sert la messe et au sortir de celle-ci s'allonge sur sa couche. Frère Conrad meurt le 21 avril 1894, le sourire aux lèvres.

## Mémoire

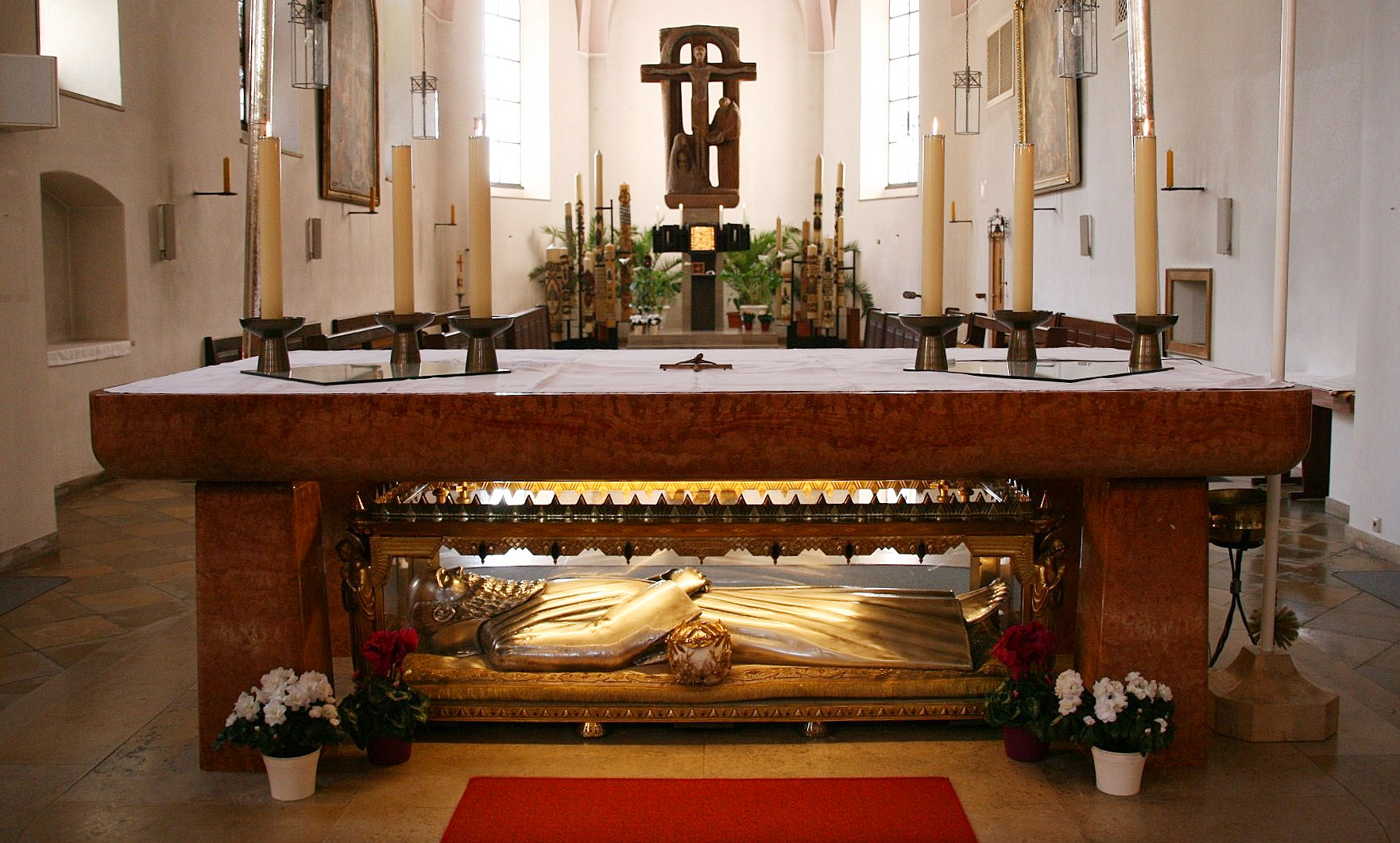
Châsse de saint Conrad de Parzham sous le maître-autel de l'église du couvent d'Altötting.

Il est béatifié par le pape Pie XI en 1930 et canonisé en 1934. Sa fête est fixée au 21 avril d’après le Martyrologe romain.
En 1953, l'église du couvent d'Altötting est placée sous le patronage de saint Conrad où son corps repose désormais  et le couvent lui-même est rebaptisé à son nom en 1961. Plusieurs églises de par le monde porte également son nom. Il bénéficie toujours d'une grande popularité et d'une grande admiration dans de larges cercles et dans le cœur de nombreuses personnes avec parmi elles des pèlerins qui viennent chaque année des quatre coins du monde.
En avril 2005, le pape Benoît XVI l'a évoqué : 
« À l'époque moderne, la Bavière a donné à l'Église universelle un saint digne d'amour comme le Frère Konrad von Parzham, portier capucin.  »